# The King of Fighters '94
The King of Fighters '94 (KOF '94) é um jogo de luta 2D produzido pela SNK em 1994, lançado para o sistema de arcade Neo Geo MVS, além dos consoles caseiros AES e CD. Primeiro jogo da série The King of Fighters, KOF '94 é um crossover que traz personagens dos jogos de luta da SNK, como Fatal Fury e Art of Fighting, além de apresentar versões repaginadas de personagens de títulos mais antigos da empresa, como Ikari Warriors e Psycho Soldier, e também personagens originais criados especificamente para o jogo. A trama gira em torno de um torneio homônimo criado pelo criminoso Rugal Bernstein.

## Remake
The King of Fighters '94 Re-Bout foi lançado exclusivamente no Japão para PlayStation 2 em 28 de dezembro de 2004, como parte da celebração dos dez anos da franquia. O remake trazia tanto o jogo original de 1994 quanto uma versão aprimorada, com gráficos em maior resolução, opção de edição de equipes semelhante aos títulos mais recentes da série, a possibilidade de jogar com Saisyu Kusanagi e Rugal Bernstein, trilha sonora repaginada, novos cenários e um modo versus online.
A SNK Playmore recebeu críticas negativas dos fãs em relação ao aumento de escala e suavização dos sprites dos personagens. Como resposta, decidiu criar sprites de alta resolução para os jogos seguintes da franquia.
Uma versão para Xbox estava prevista para ser lançada na América do Norte. O jogo chegou a ser concluído e avaliado por algumas publicações, mas acabou sendo cancelado em 23 de março de 2006, sem que o motivo fosse divulgado. mas foi cancelada em 23 de março de 2006, por um motivo não revelado.  No Japão, KOF '94 Re-Bout vendeu 28.482 cópias.